# Judíos sirios
Los judíos sirios (hebreo: יהודי סוריה, árabe: يهود سوريون) derivan su origen en dos grupos: los que habitaban la región de la actual Siria desde la Antigüedad y los sefardíes que huyeron a Siria después de la expulsión de los judíos de España en el año 1492. Hubo grandes comunidades en Alepo y Damasco durante siglos, y una pequeña comunidad en Qamishli, en la frontera con Turquía, cerca de Nusaybin. En la primera mitad del siglo XX, un gran porcentaje de judíos sirios emigró a los Estados Unidos, México, América Central, Argentina, Brasil e Israel. La mayoría de los judíos que quedaron emigraron en los veintiocho años siguientes a 1973, debido en parte a los esfuerzos de Judith Feld Carr, quien afirma haber ayudado a unos 3228 judíos a salir del país; la emigración fue oficialmente permitida en 1992, con la condición de que se les daría permiso para emigrar siempre y cuando no fuese a Israel. La mayor comunidad judía siria se encuentra en Brooklyn, Nueva York y se estima en unas 7000 personas. Hay comunidades más pequeñas en otros lugares de los Estados Unidos y en América Latina.

## Historia
Hay tres componentes básicos de la comunidad judía de Siria:
1. Ha habido judíos en Siria desde los tiempos antiguos: según la Biblia, desde la época del rey David, y, desde luego, desde principios del dominio romano. A los judíos de esta antigua comunidad se conoce como Musta'arabim ("judíos arabizados") a diferencia de los moriscos o sefardíes.
2. Muchos sefardíes llegaron a raíz de la expulsión de España en 1492, y rápidamente tomaron una posición de liderazgo en la comunidad.
3. Aún más tarde, en los siglos XVIII y XIX, algunos judíos de Italia y en otros lugares, conocidos como Señores Francos, se establecieron en Siria por motivos comerciales, manteniendo a la vez sus nacionalidades europeas.

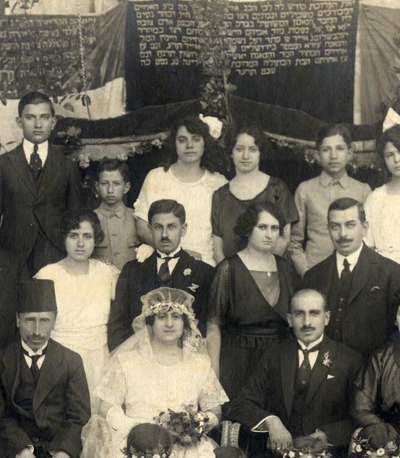
Boda judía en Alepo, Siria, 1914.

Hoy en día no existe una clara distinción entre estos grupos, ya que han mezclado entre sí ampliamente, y todos se consideran a sí mismos como "sefardíes" en un sentido más amplio. Se dice que uno puede reconocer a las familias de Alepo de ascendencia española, en el sentido estricto, por el hecho de que encienden una luz adicional de Janucá. Esta costumbre fue aparentemente creada en agradecimiento por su aceptación por parte de la comunidad nativa de Siria. En el siglo XIX, tras la finalización del Canal de Suez en Egipto en 1869, el comercio pasó a ser efectuado a través de dicha ruta en lugar de la ruta terrestre a través de Siria, y la importancia comercial de Alepo y Damasco sufrió un marcado descenso. Muchas familias que dejaron Siria por Egipto y unos pocos para el Líbano en las décadas siguientes, y cada vez con mayor frecuencia hasta la Primera Guerra Mundial, judíos dejaron el Cercano Oriente para los países occidentales, principalmente a Gran Bretaña, los Estados Unidos, México y Argentina. Este patrón de migración en gran medida siguió a la fortuna de comercio del algodón, en el que muchos Judíos Sirios participaban.
A partir de la fiesta de Pésaj de 1992, los 4000 restantes miembros de la comunidad judía de Damasco (en árabe Sham Yehud), así como la comunidad de Alepo y la de Qamishle, les fue permitido bajo el régimen de Hafez al-Assad a salir de Siria para los Estados Unidos, siempre y cuando no emigrasen a Israel. En pocos meses, miles de sirios judíos emigraron a Brooklyn con la ayuda filantrópica de los dirigentes de la comunidad judía siria de Estados Unidos. Los pocos judíos que quedan en Siria viven en Damasco.

## Hoy en día las comunidades judías de Siria

### Israel
Ha habido una presencia siria en Jerusalén desde antes de 1850, con muchas familias rabínicas con miembros tanto como en Damasco como en Alepo. Estos tenían algún tipo de contacto con sus contrapartes Ashkenazíes homólogos del Viejo Yishuv, llevando una estricta ortodoxia de la tradición: por ejemplo, en la década de 1860 hubo una exitosa campaña para prevenir el establecimiento de una sinagoga reformista en Alepo.
Algunas tradiciones judías de Siria, como el canto de Baqashot, fueron aceptadas por la principal comunidad sefardí de Jerusalén. Otro grupo emigró a Palestina en torno a 1900, y formaron la Sinagoga Ades en Najlaot. Está todavía existe, y es la principal sinagoga del rito de Alepo en el Estado de Israel, aunque su composición incluye ahora mizrajíes de todos los grupos, especialmente kurdos. También hay una gran comunidad siria en Jolón y Bat Yam. Muchos judíos huyeron de Siria a Tierra Santa durante los disturbios antijudíos de 1947. Después de eso, el gobierno sirio no permitió la emigración, aunque algunos judíos emigraron ilícitamente. En las últimas dos décadas alguna emigración se ha permitido, en su mayoría a Estados Unidos de América, aunque algunos han después emigrado desde América a Israel, bajo la dirección del rabino Albert Hamra. La generación más antigua de antes de la creación del Estado mantiene poca o ninguna identidad étnica siria y está bien integrada en la corriente principal de la sociedad israelí. La más reciente ola se ha integrado a diferentes niveles, con concentración en la integración en Israel y otros mantienen vínculos más estrechos con sus familiares en Nueva York y México. Hay una Merkaz 'Olamí le-Moréshet Yahadut 'Aram Tsoba (Centro Mundial para el Patrimonio de los judíos de Alepo) en Tel Aviv, el cual publica libros de interés judío-sirio.

### Gran Bretaña
La principal comunidad británica de los judíos de Siria ha sido Mánchester, donde se unieron a las sinagogas de los judíos españoles y portugueses, además de que existe una comunidad mixta que incluye judíos del norte de África, Turquía, Egipto e iraquíes, así como judíos sirios. Esta comunidad ha fundado dos sinagogas, una en el norte central de Mánchester, que desde entonces ha movido a Salford, y la otra sobre Queenston Road en West Didsbury, en los suburbios meridionales. Una sinagoga disidente más tarde se formó el viejo Lansdowne Road, con más sabor de Siria, pero, esta y la congregación de Queenston Road desde entonces se han fusionado. Hoy en día, siguen siendo conocidas como las sinagogas de Lansdowne Road y de Queenston Road, debido a las calles donde estaban ubicadas la década de 1930. Si bien todavía hay varios sefardíes en el área de Mánchester, un buen número ya han dejado a las comunidades para emigrar a las Américas. A pesar de su reducido número, no existe actualmente una iniciativa de adquirir un nuevo sitio para una sinagoga en Hale, para estar más cerca de los actuales centros de la sefardí y la población judía en general.

### Estados Unidos

#### Nueva York
Los primeros Judíos Sirios emigraron a Nueva York alrededor de 1908. Ellos vivieron inicialmente en el Lower East Side de Manhattan. Más tarde, se fueron asentando en Bensonhurst, Midwood, Flatbush, ya lo largo del Ocean Parkway en Gravesend, Brooklyn. Esta última está considerada como el actual centro de la comunidad, aunque la comunidad fue centrada alrededor de la sinagoga Magen David en Bensonhurst, como se muestra a continuación:
- Congregación Shaaré Zion, en el 20.30 Ocean Parkway entre Avenidas T y U, consiste de varias sinagogas en un único edificio, junto con una casa como un anexo adicional. Es la más grande, y ahora se considera la principal sinagoga de la comunidad. La sinagoga fue construida en 1960 en el barrio de Gravesend, y la comunidad se iría trasladando allí pronto durante el resto de la década de 1960 y principios de 1970. Actualmente, en la sinagoga tiene su sede el Gran Rabino Saul J. Kassin. Su padre, el Rabino Jacob S. Kassin, junto con su cuñado, el Rabino Baruj Ben Haim, fueron los anteriores dirigentes espirituales de la comunidad judía siria en Nueva York, respectivamente, hasta sus muertes en 1994 y 2005. Otra figura rabínica importante durante varios años en esta comunidad fue el rabino Abraham Hecht. Sin embargo, debido a conflictos de intereses políticos durante el decenio de 1990, el rabino fue forzado a presentar su dimisión. Compartiendo funciones rabínicas en la comunidad se encuentran los rabinos Yaakov Ben Haim (hijo del rabino Baruj Ben Haim), David Maslaton, Yedid Meyer, Raymond Haber, y Moshe Laniado Raymond Beyda. La sala de eventos sinagoga es un lugar popular de celebración de bodas.

- Sinagoga Magen David, en el 2017 de la calle 67 entre las avenidas 20 y 21. Esta sinagoga fue en la principal sinagoga de la comunidad durante mucho tiempo, y fue erigida en 1921. La sinagoga se encontró en su apogeo de popularidad durante los años 1940, 1950, y a principios de los años 60. La sinagoga se encuentra todavía en uso continuo y diario para los servicios de shabbat. También es muy buscada en la comunidad en la actualidad para la celebración de servicios funerarios. En 2001, el edificio fue declarado histórico por la Comisión de Preservación de Monumentos de la Ciudad de Nueva York. En 2004, el edificio fue certificado en el Registro Nacional de Lugares Históricos. En la sinagoga oficia el rabino Salomon Lankry.

Actualmente, no hay comunidades conservadoras o Reformistas afiliadas a la comunidad siria, sin embargo, desde 2009, existe una gama de diferentes sinagogas (muchas pertenecientes a otras comunidades sefaradíes) que se encuentran además disponibles al servicio de la comunidad judía siria para cubrir muchas necesidades diferentes, que son las siguientes:

#### Brooklyn
- Ahaba Ve Ahva, en el 1744 de Ocean Parkway entre Kings Highway y Quentin Road, para los judíos egipcios. En ella ofician el rabino Shimon Alouf, Rosh Yeshiva de la yeshiva Magen David.
- Ahaba Ve Ahva Congregation and Yeshiva, en el 2001 de la East 7th Street.
- Ahí Ezer Congregation, en el 1885 de Ocean Parkway, para judíos de Damasco; oficia el rabino Shaul Maslaton
- Ahí Ezer Torah Center, en el 1950 de la East 7th Street.
- Ahí Ezer Yeshiva una sinagoga alojada en la planta baja de la Escuela Primaria Ahí Ezer, en el 2433 de Ocean Parkway. Oficia el rabino Hanania Elbaz
- Ateret Torah, en el 901 Quentin Road, para Haredim. Oficia el rabino Yosef Harari Raful
- Avenue O Synagogue o Ohel Yeshua VeSarah, en el 808 de la Avenida O. Oficia el rabino Shemuel Beyda
- Bet Shaul U'Miriam, en el 2208 de la Avenida S (en el barrio de Madison). Oficia el r abino David Cohen
- Beth Torah, en el 1061 de Ocean Parkway (en Midwood), fundada por Albert Shalom. Oficia el rabino Yehuda A. Azancot
- Bet Yaakob, ahora ubicada en donde se encontraba antiguamente la sinagoga Ahaba Ve Ahva synagogue, en el 1801 de Ocean Parkway. Oficia el rabino Eli Mansour
- Beth Yosef, también conocida como Beth Levy, en el 2108 de Ocean Parkway (en Gravesend).
- Congregation Bnai Yosef, la sinagoga Sitt Shul, en el 1616 de Ocean Parkway, en la esquina con la Avenida P. Oficia el rabino Haim Benoliel
- Bnei Binyamin Torah Center, en el 727 de la Avenida O. Oficia el rabino Solomon Seruya
- Bnei Yitzhak, en la Avenida S con la East 8th Street. Ofician los rabinos Harold Sutton y Joseph Beyda
- Har Halebanon, en el 820 de la Avenida Avenue S. Ofician los rabinos David Jemal y Clement Harari
- Hayim Shaal Congregation, en el 1123 de la Avenida N (en Midwood). Oficia el rabino Mordechai Maslaton
- Keter Zion, en el 1914 de la East 8th Street. Oficia el rabino Maslaton Max (hijo del rabino Sion Maslaton)
- Kol Israel Congregation, en el 3211 de la Avenida Bedford Avenue. Oficia el rabino Dr. Raymond Harari, Rosh Yeshiva de la Yeshivah de Flatbush.
- Kollel Ohel Moshe, también conocido como la Siangoga del Rabino Lankry, en el 1848 de la East 7th Street entre la Avenida R y Kings Highway, para judíos marroquíes. Oficia el rabino Shlomo Lankry
- Magen David Synagogue, ubicada en la Magen David Elementary School, en el 2130 de la McDonald Avenue. Ofician los rabinos Joey Haber y Haim Shaul.
- Netivot Israel, en el 1617 de Ocean Parkway, para judíos marroquíes. Oficia el rabino Gad Bouskila
- Ohel Moshe, en la Avenida P con la East 16th Street. Oficia el rabino Moshe Levy.
- Rabbi Yehuda Ben Betera Congregation, en el 2296 de la Avenida Coney Island, para judíos Qamislhim. Oficia el rabino Marco Nakash
- Sephardic Center of Mill Basin, en el 6208 de la Avenida Strickland Avenue (en Mill Basin). Oficia el rabino Eli Nachmias
- Sephardic Lebanese Congregation, en el 805 de la Avenida T. Oficia el rabino Eliyahu Elbaz
- Sephardic Synagogue, ubicada en la sede del antiguo Sephardic Institute, en el 511 de la Avenida R. Ofician los rabinos Moshe Shamah y Ronald Barry
- Shaare Rahamim, en el 1244 de la East 7th Street (en Midwood). Oficia el rabino Shlomo Churba
- Shaare Shalom, en el 2021 de la Avenida S (en Madison). Oficia el rabino Joe Dweck
- Shaare Tefilah, en el 1679 de la West 1st Street, en las esquina de Quentin Road. Oficia el rabino Cohen
- Shaare Torah, en el 1680 de la Avenida Coney Island (en Midwood)
- Shevet Achim Congregation, en el 708 de la Avenida T, para judíos de Damasco. Oficia el rabino Yosheyahu Shammah
- Tiferet Torah Congregation, en la East 3rd Street entre la Avenida P y Quentin Road. Oficia el rabino Michael Haber
- Congregation Torat Israel, en el 710 del Boulevard Shore (en Manhattan Beach). Oficia el rabino Jacob Farhi
- Yad Shaul, en el 1117 de la Avenida J, con entrada en la East 12th Street,, una pequeña sinagoga de judíos yemeníes que se usa principalmente para los servicios de Shabbat. Oficia el rabino Ovadia Melamed
- Yad Yosef Torah Center, en el 1032 del Ocean Parkway (en Midwood). Oficia el rabino David Ozeri

Dentro de la comunidad, también existe un Centro de la Comunidad Sefardí, el cual cumple funciones similares a los de la organización a nivel nacional JCC. La comunidad se caracteriza por las empresas multi-generacionales; a menudo, a los hijos se les anima a permanecer dentro de la empresa familiar. Sin embargo, muchas familias, reconociendo los retos para alcanzar el éxito financiero a la falta de un título universitario, han alentado los estudios de pregrado y postgrado, especialmente en los ámbitos de la administración y las finanzas. Aquellos que buscan obtener educación superior son animados a permanecer dentro de la estructura familiar.

#### Manhattan
- Edmond J. Safra Synagogue of New York, en el Midtown entre la 5.ª Avenida y la calle 63. Oficia el rabino Elie Abadie
- Magen David of Union Square, en el Downtown en la 5.ª Avenida con la Calle 16.
- Manhattan Sephardic Congregation, en el Upper East Side en el 325 de la East 75th Street. Oficia el rabino Rafael Benchimol
- Ohav Shalom, en el Upper West Side en el 270 de la West 84th Street, 3.er Piso.
- Sephardic Synagogue of 5th Ave, en el Midtown en el 5 de la East 62nd Street. Oficia el rabino Abraham Priel

#### Staten Island
- Aur Torah, en el 1180 de la Avenida Rockland. Oficia el rabino Aaron Zeev

#### Nueva Jersey
La comunidad de Nueva Jersey se encuentra principalmente en el Condado de Monmouth, en especial en Deal, Elberon, Long Branch, Oakhurst y Bradley Beach. Esta consta de una gran abundancia de personas que acuden allí durante los meses de verano, aunque algunos viven allí de forma permanente, especialmente en el interior de las regiones más de Eatontown, Oakhurst y al oeste de Deal. La Yeshiva Hillel, situada en Ocean, es una notable escuela privada que es muy popular entre los jóvenes que residen todo el año en el área de Deal.
- Edmond J. Safra Synagogue of Deal o Zvi La Zadeek, major conmocida como la Sinagoga de la Avenida Hathaway, debido a su ubicación en el 75 de la Av. Hathaway en Deal. Oficia el rabino Isaac Farhi.
- Magen David of West Deal, en el 395 de la Deal Road. Oficia el rabino Ezra Labaton.
- Synagogue of Deal, en el 128 de la Av. Norwood. Oficia el rabino Isaac Dwek.
- Synagogue of Oakhurst, en el 280 de la Av. South Lincoln.
- Ohel Simha, o la Park Avenue Synagogue, en el 295 de la Av. Park en Long Branch. Oficia el rabino Shemuel Choueka.
- Ohel Yaacob, o la Lawrence Avenue Synagogue, en el 4 de la Av. Lawrence. Oficia el rabino Eli Ben Haim.
- Congregation Hechal Shaul o Ahabah Ve Ahva, la Sinagoga Egipcia, en la Av. Norwood en Deal. Ofician los rabinos Michael y Joey Haber.
- Shaaré Ezra, en el 36 de la Av. Cedar en Long Branch. Oficia el rabino David Nahem.
- Magen Avraham, en el 479 de la Monmouth Road en West Long Branch. Oficia el rabino Reuven Semah.
- Shaare Tefilah, en el 20 de la Whalepond Road en Eatontown. Oficia el rabino Moshé Douek.

El 23 de julio de 2009, según lo informado por muchas organizaciones de noticias incluyendo el New York Times, 44 personas fueron detenidas por las autoridades como parte de una investigación llamada Operación Bid Rig relativa a un intrincado sistema de lavado de dinero, con la participación de la actividad delictiva a través de Israel y cuentas bancarias en Suiza. En la operación resultaron implicados políticos y figuras religiosas en Nueva York y Nueva Jersey, entre ellos varios rabinos pertenecientes a la comunidad Judía-Siria. El dinero habría supuestamente sido donado a organizaciones benéficas supervisadas por rabinos de la comunidad Judía Siria, en efectivo y fue devuelto a los donantes a una tasa mantenida por los rabinos. Entre los detenidos por el FBI fueron los rabinos Saul J. Kassin de Brooklyn, rabino de la Congregación Shaare Zion; los rabinos Mordechai Fish y Lavel Schwartz, ambos de Brooklyn, y el rabino Eliahu Ben Haim, rabino de la Congregación Ohel Yaacob, junto con el rabino Edmund Nahum en representación de la Sinagoga de Deal en Deal, New Jersey, donde muchos de los rabinos veranean.

#### Florida
- Edmond J. Safra Synagogue de Turnberry, en el 19275 Mystic Pointe Drive en Aventura (en Turnberry). Oficia el rabino Galimidi

### Argentina
La mayor comunidad judía de Argentina se encuentra en la capital, Buenos Aires. La mayoría son askenazíes, pero los sefardíes, y en especial los sirios, son una comunidad notable. A pesar de que los sefardíes son una minoría en la comunidad judía argentina en su conjunto, la mayoría de los rabinos ortodoxos (así como una notable minoría de afiliados al movimiento Jabad Lubavitch) en Buenos Aires son de origen sefardí. Los judíos sirios son más visibles en el barrio de Once, donde hay muchos templos y escuelas comunitarias. La autoridad rabínica más influyente de la comunidad ha sido el rabino Isaac Chehebar de la sinagoga "Yessod Hadat" de la calle Lavalle, el cual ha sido consultado desde todo el mundo, y tuvo un papel influyente en la recuperación de partes del códice de Alepo. La comunidad Shuba Israel, sita en la calle Ecuador y Jean Jaures,  fue creada por un grupo de jóvenes, entre ellos Meir "Moni" Salmun, llegados de Siria en los años '30. Cuenta con jardín de infantes,  primaria, Seminario para muchachas, Yeshiba para muchachos y Colel para abrejim de la comunidad. Desde su comienzo se han destacado en la conservación de preceptos de la Torá y aun guardan costumbres de Alepo y Damasco .  La Comunidad Sucat David sita en la calle Tucumán y Pueyrredón en pleno corazón del Barrio Once, está dirigida por el Gran Rabino Abraham Serruya y cuenta con salones de Estudio, Yeshiva, Kollel, Servicios diarios y continuos, convirtiéndose en una de las Instituciones Religiosas Judías más importantes de la Ciudad de Buenos Aires, sus asistentes son descendientes de inmigrantes Sirios Alepinos. Hay muchas carnicerías y restaurantes kasher que atienden a la comunidad. Hay importantes comunidades en los barrios de Barracas, y Flores. Muchos judíos sirios poseen tiendas de ropa a lo largo de la avenida Avellaneda en Flores, y hay una comunidad en la escuela de la calle Felipe Vallese. Importantes cadenas de tiendas de ropa como Chemea y Tawil, con decenas de tiendas de cada una, fueron iniciadas por Judíos de Siria.
La mayoría de las Yeshivot, escuelas ortodoxas y restorantes o lugares de comida son emprendimientos sefardíes. La forma de faenar la carne en la Argentina, a diferencia de en la mayoría del mundo se hace según costumbre sefaradí, ya que fueron los sefaradim los primeros en asentuar la necesidad de comida casher y escuelas para sus comunidades.
Actualmente hay muchos templos en Once, Flores, Barracas, Puerto Madero, Recoleta, Villa Crespo, Belgrano, etc.
Los judíos sirios, se dividen en Alepinos ( jálabis ), y de damasco ( shamis ).
Los jalabis se concentran en general en el once, y los shamis en Flores y Barracas.

### Brasil
La mayoría de la comunidad siria de Brasil procede de Beirut, Líbano, en donde había vivido desde su expulsión de Siria tras la creación del Estado de Israel en 1948 y los violentos pogromos posteriores en contra de los judíos perpetrados por sus vecinos musulmanes. Emigraron de Beirut después de la primera guerra civil libanesa. La mayor parte de los judíos sirios se establecieron en la ciudad industrial de São Paulo, siendo atraídos allí por los oportunidades comerciales que ofrece la ciudad. La comunidad llegó a ser muy próspera, y varios de sus miembros se encuentran entre los más ricos y las familias más influyentes política y económicamente de São Paulo. La comunidad al principio asistía a las sinagogas egipcias, pero más tarde fundó sus propias sinagogas, especialmente las Beit Yaakov en los barrios de Jardins e Higienópolis. La comunidad tiene su propia escuela y movimiento juvenil, y tiene una fuerte identidad judía y baja tasa de asimilación. La mayoría se encuentran afiliados con la comunidad judía ortodoxa, aunque sólo algunos podrían ser descritos como plenamente ortodoxos. Hay aproximadamente 7.000 judíos sirios en Brasil.

### Chile
En Chile, muchos judíos se escaparon de las provincias Otomanas de Siria y Palestina, durante la Primera Guerra Mundial. En la actualidad hay 2300 judíos sirios en Chile.

### México
Ha habido judíos de Damasco y Alepo, en la Ciudad de México desde los primeros años del siglo XX. Originalmente se congregaban en una casa que posteriormente se transformó en una sinagoga - Sinagoga Ketaná (Beth Knesset HaKatan), ubicada en Calles de Jesús María. La primera comunidad judía organizada en México fue la Alianza Monte Sinaí fundada en 1912, principalmente por nativos de Damasco (junto con algunos otros sefaradíes y ashquenazíes) y dirigida por Isaac Capon. Más tarde fundaron la primera sinagoga, Monte Sinaí, en la calle Justo Sierra en el centro de la Ciudad de México, inicialmente dirigida por el rabino Laniado, el cual todavía tiene un servicio diario de Minjá. La comunidad Damascena compró además lo que pasó a ser el primer cementerio judío en la calle Tacuba, en 1916, el cual ha seguido en uso hasta el día de hoy y se ha ampliado por la reciente compra de los terrenos adyacentes. La Sinagoga Rodfe Sedek, de judíos de Alepo, fue establecida en 1931, en gran parte gracias a los esfuerzos del rabino Mordejay Attie. Esta sinagoga, conocida también como Knis de Córdoba, se encuentra en la calle Córdoba 238 en la Colonia Roma de la Ciudad de México. Para el momento de su establecimiento, este barrio era el hogar de la mayor concentración de judíos de Alepo, en la Ciudad de México. La primera mikve (baño ritual) se estableció en México en la sinagoga Rodfe Sedek. En 1982 fue construida una sala funeraria en el patio de la sinagoga. También en la década de los 30, los miembros del Monte Sinaí establecieron una gran sinagoga de judíos de Damasco en la Colonia Roma. Han dado la bienvenida a judíos de diversas comunidades, lo que les ha permitido un enorme crecimiento en los últimos años. En 1938, inmigrantes judíos de Alepo crearon la Sociedad de Beneficencia Sedaká u Marpe, que evolucionó hasta convertirse en una comunidad judía: desde 1984 se le ha conocido como la Comunidad Maguen David. Monte Sinaí y Maguen David son ahora las más grandes de las comunidades judías de México, las cuales tienen cuatro sinagogas, un centro comunitario y una escuela cada una. Algunos judíos libaneses se establecieron en México durante el decenio de 1980, después de haber escapado de la guerra civil en el Líbano.

### Panamá
Panamá también recibió un gran número de inmigrantes judíos de Siria, en su mayoría de Halab (Alepo), donde constituyen el grupo más numeroso en Panamá, de unos 12.000 integrantes; La panameña se encuentra entre las más unidas de las comunidades judías en el mundo - asisten a las mismas sinagogas, independientemente de su origen, la tasa de matrimonios con no-judíos es extremadamente baja y la erudición en la Torá está creciendo rápidamente.. También hay un número importante de judíos turcos hablantes de ladino. Esta comunidad es también conocida por la redistribución de la riqueza entre sus propios y los necesitados de todo el mundo. La comunidad judía de Panamá tiene 9 sinagogas, 5 escuelas, 1 Yeshiva, 2 Jardines de infantes, 25 restaurantes Glatt kasher y dos supermercados de productos kasher, uno de los cuales se considera el más grande del mundo fuera de Israel.

## Tradiciones y costumbres

### Liturgia
Existe un fragmento del antiguo Siddur o libro de rezos de Alepo para las Fiestas Judías, publicado en Venecia en 1527, y una segunda edición, comenzando con las Fiestas Judías Santas, pero que abarca todo el año, en 1560. Esto representa la liturgia de la Musta'arabim, los judíos de lengua nativa árabe, como distinta de la de los sefardíes propiamente dicha (los inmigrantes de España y Portugal): es reconocida actualmente como perteneciente a la familia "sefardí" de los ritos en el sentido más amplio, pero es diferente de cualquier liturgia utilizada hoy en día. Se le conoce como el Rito de Alepo.
A raíz de la inmigración de los judíos de España tras la expulsión, una liturgia intermedia que contiene los elementos combinados de las costumbres de ambas comunidades fue evolucionando, pero con el elemento sefardí teniendo cada vez un porcentaje mayor. En Siria, al igual que en países del norte de África, no hubo intentos de imprimir un Siddur que contuviese el uso original de la comunidad, ya que en general no se consideraba que fuese comercialmente viable. La publicación en importantes centros, principalmente Livorno, y más tarde Viena, de sidurim "sefardíes" estándares, apropiados para su uso en todas las comunidades, hizo que muchas comunidades, como la siria, los adquirieran en grandes cantidades, preservando las difere cias mediante tradición oral. Por ejemplo, Abraham Hamwi, de Alepo, encargó una serie de libros de oración de Livorno, que se imprimieron en 1878, pero incluso estos eran "pan-sefardíes", en carácter, a pesar de que contenían algunas notas sobre el "minhag Aram Tsoba". Así como los detalles de la tradición oral se perdieron poco a poco de la memoria, la liturgia en uso se fue haciendo cada vez más cerca de la “estándar” de "Livorno". En los primeros años del siglo XX, este rito sefardí era casi universal en Siria. La única excepción, en Alep, era un minyán "Musta'arabi" en la sinagoga central de Alepo, pero incluso su liturgia difiere de la norma en sólo unos pocos detalles como el orden de los himnos en Rosh Hashaná.
La liturgia de Damasco era distinta de la de Alepo, en algunos detalles, principalmente a causa de su mayor proximidad a la Tierra Santa. Algunas de las leyes específicas de Eretz Yisrael se consideran como extendidas hasta Damasco, [3] y la ciudad tenía vínculos tanto con los kabalistas de Safed como con la comunidad sefardí de Jerusalén. La liturgia utilizada actualmente en las comunidades sirias de todo el mundo es textualmente la Oriental-sefardí. Es decir, que se basa en el rito español con variaciones en las costumbres de Isaac Luria, y se asemeja a los utilizados en las comunidades griega, turca y las del norte de África. En décadas recientes algunas comunidades y los individuos utilizan los sidurim "Edot ha-Mizraḥ" que contiene un texto ligeramente diferente, basado en el rito Bagdadí, ya que estos han estado más comúnmente disponibles, dejando los usos específicamente sirios perpetuados por la tradición oral. Lo más cercano a un siddur oficial es el Kol Ya'akob, pero existen otras ediciones y todavía hay desacuerdos en algunos segmentos de los textos. El tono musical de las costumbres de las comunidades sirias es muy distintivo, ya que muchas de las oraciones se cantan como las melodías de pizmonim, según una complicada rotación anual destinada a garantizar que el Maqam (modo musical) utilizado este de acuerdo con el estado de ánimo de la fiesta o de la lectura de la Torá para la semana.

### Pizmonim
Los judíos sirios tiene un gran repertorio de himnos, cantados en ocasiones ceremoniales y sociales tales como bodas y bnei mitzvá; también se utilizan en las oraciones de Shabat y días festivos. Algunos de ellos son antiguos y otros más han sido compuestas recientemente como adaptaciones de canciones populares árabea, a veces se escriben o son encargados para determinadas ocasiones, y contienen alusiones al nombre de la persona honrada. Hay un libro estándar de Pizmonim llamado "Shir uShbaha Hallel veZimrah", editado por el cantor Gabriel A. Shrem bajo la supervisión de la Sephardic Heritage Foundation, en la que los himnos se clasifican según el modo musical (Maqam) y la melodía a la que pertenecen. A mediad que tiempo pasa, más y más pizmonim se están perdiendo en el olvido y desuso y, por tanto, se están haciendo esfuerzos por el Sephardi Pizmonim Project, bajo la dirección del Sr. David M. Betesh, para preservar la mayor cantidad de pizmonim posibles. Se creó un sitio web para facilitar su conservación en Pizmonim.com.

### Baqashot
Es una costumbre en las comunidades judías de Siria y algunos otros lugares el cantar Baqashot (himnos petitorios) antes del servicio en la mañana de Shabat. En los meses de invierno todo se cantan todos los 66 himnos, acabando con Adon Olam y Kaddish: este servicio suele durar unas cuatro horas, a partir de las 3 de la mañana hasta las 7 de la mañana. Esta tradición se observa aún en pleno vigor en la Sinagoga Ades en Jerusalén. En otras comunidades como Nueva York, es menos generalizado, aunque los himnos se cantan en otras ocasiones.

## La pronunciación del hebreo
La pronunciación del idioma hebreo por los judíos de Siria es similar a la de otras comunidades mizrajíes, y es influenciado tanto por el hebreo sefardí hebreo como por el dialecto sirio del idioma árabe. No refleja las reglas formales para la pronunciación del árabe clásico (tajwid) en del mismo modo que la pronunciación de los judíos iraquíes. Sus características particulares son las siguientes:
- ב ( La Bet sin dagesh ) es tradicionalmente /b/, pero en Israel es usualmente ahora [v] debido a la influencia del hebreo israelí [ 4 ]
- ג ( Gimel sin dagesh ) es usualmente pronunciada [ɣ], como la letra árabe غ
- ה (Hey sin mappiq) es usualmente pronunciada con una schwa muy breve [ə] [ 6 ]
- ו ( Vav ) es pronunciada [v], no [w] [ 7 ]
- ח ( Jet ) es pronunciada [ħ], como la letra árabe ح
- ט ( Tet ) es pronunciada [tˁ], como la letra árabe ط
- ע ( Ayin ) es pronunciada [ʕ] (este sonido es descrito como el inverso del hecho al tragarse una uva), como la letra árabe ع, pero es menos enfática que en otros dialectos del hebreo
- צ ( Tsadi ) es pronunciada [sˁ], como la letra árabe ص, es decir, como la letra "s" pero con la lengua un poco retraída
- ק ( Qof ) se “supone” que es [q], como la letra clásica árabe ق, pero algunas veces cambia a [ʔ], una pausa glottal como en el árabe sirio coloquial, o más a menudo, como [k], del mismo modo que en español o el hebreo israelí
- ת ( Tav sin dagesh ) es pronunciada [t] así como en el hebreo Israelí, no [θ] como en los dialectos Iraquí y Yemení del hebreo
- La retención de diferentes sonidos enfáticos como [ħ] y [tˁ], los cuales diferencian la pronunciación Siria de otras pronunciaciones Sefaradíes y Mizrajíes, las cuales han fallado el mantener estas diferencias fomológicas, por ejemplo entre [t] y [tˁ].
- Las vocales son pronunciadas del mismo modo que en otras comunidades Sefaradíes y Mizrajíes. Por ejemplo, no hay diferencias entre patach y qamats gadol ( [a] ), o entre segol, tsere y sheva vocal [e] ). Ħiriq es algunas veces reducido hasta [ɪ] o [ə] en una síalaba cerrada sin tilde, o cercana a una consonante gutural.
- Un sonido semi-vocal se suele hacer entre pataħ ganuv (el pataħ entre una vocal larga y un sonido gutural final): Así, ruaħ (espíritu) es pronunciado [ˈruːwaħ] y siaħ (habla) se pronuncia [ˈsiːjaħ].

## El códice de Alepo
El códice de Alepo, conocido en hebreo como Kéter Aram Tsobá, es el manuscripto bíblico el más antiguo y famoso. Escrito en Tiberíades en el año 920 y con anotaciones de Aaron ben Asher, se ha convertido en el texto con mayor autoridad en el judaísmo. La autoridad halájica más famosa que basaba sus análisis en el Códice de Alepo ha sido Maimónides, en su exposición de las Leyenes que regulan la escritura de los pergaminos de la Torá en cuanto a su codificación de la Halajá (Mishné Torá). Después de haber sido completado, el códice fue llevado a Jerusalén. Al final del siglo XI, fue robado y llevado a Egipto, en donde fue recuperado por la comunidad judía de El Cairo. A finales del siglo XIV fue llevado a Alepo, (en Siria, entonces llamada por los judíos Aram Zobah, de acuerdo a como aparecía llamada esta región en la Biblia). De allí viene el nombre moderno del manuscrito. Por los siguientes cinco siglos, el códice fue guardado celosamente en el sótano de la Sinagoga Central de Alepo, y se le consideraba el mayor tesoro de la comunidad. Estudiosos de todo el mundo lo consultaban para verificar la exactitud de sus propios pergaminos de la Torá. En días más modernos la comunidad permitió a algunos académicos, como Umberto Cassuto, que tuvieran acceso al códice, pero sin derecho a fotografiarlo, reproducirlo o copiarlo. El códice permaneció en manos de la comunidad de Alepo hasta los motines antijudíos de diciembre de 1947, durante los cuales la sinagoga fue destruida y quemada. El Códice desapareció y fue llevado en 1958 a Israel de contrabando por Murad Faham y su esposa Sarina, y presentado al entonces presidente del Estado de Israel, Yitzhak Ben-Zvi. Al revisarlo, se descubrió que muchas partes del códice habían sido perdidas, y fue entregado al Instituto Ben-Zvi y a la Universidad Hebrea de Jerusalén para su custodia y estudio, aunque la Yeshivá Porat Yosef ha reclamado que, como heredera espiritual de la comunidad de Alepo, le corresponde ser su custodia. Mordechai Breuer empezó la tarea de reconstrucción de las partes perdidas del códice, basándose en otros manuscrutos más recientes y bien conocidos. Desde ese
entonces se han encontrado otras hojas. Algunas ediciones modernas de la Torá, como la "Keter Yerushalayim" de la Universidad Hebrea de Jerusalén y la "Mikraot Gedolot ha-Keter" de la Universidad de Bar-Ilan, están basadas en el códice. Las secciones desaparecidas han sido reconstruidas basándose en referencia cruzasdas de secciones que han sobrevivido y de toros manuscritos más recientes, así como en las notas de académicos que habían consultado el Códice antes de 1947. El Códice se encuentra ahora en el Museo de Israel, en el edificio conocido como "El santuario de El Libro", junto con los Manuscritos del Mar Muerto y otras reliquias judías importantes.

## Posición frente a las conversiones
A principios del siglo XX, las comunidades judeo-sirias de Nueva York y Buenos Aires adoptaron decisiones, o edictos rabínicos, los cuales fueron preparados con la intención de evitar los matrimonios con no-judíos. Las comunidades no llevarían a cabo conversiones al judaísmo, en particular en aquellos casos cuando se sospechase que el motivo de la misma es el matrimonio, ni aceptarían tales conversiones llevadas a cabo en otras comunidades, ni a los hijos de matrimonios mixtos donde uno de los padres fue convertido bajo esas condiciones. Sin embargo, en algunos casos algunos rabinos, como el que fuera Rabino Jefe, Jacob S. Kassin, han reconocido ciertas conversiones, como las efectuadas por los miembros del Rabinato de Israel. Todas estas decisiones desaniman las iniciativas de conversión, ya que los candidatos deberían viajar a Israel y regresar para convertirse, además de exigírseles que muestren un compromiso hacia el judaísmo incluso mayor que el requerido por las normas halájicas de conversión.
A Hacham Uzziel, para entonces Rabino Jefe Sefaradí de Israel, se le pidió que dictara sobre la validez de esta prohibición. El reconoció el derecho de la comunidad a rechazar conversiones hechas por otras comunidades y a no efectuar conversiones en las cuales el matrimonio es la razón. Al mismo tiempo, advirtió que las personas convertidas con convicción genuina no pueden ser tratados como falsos judíos, incluso si le les rechazara la pertenencia a la comunidad judía siria. Esta prohibición es conocida dentro de la comunidad como "El Edicto" o "La proclamación" (en hebreo, takkaná). Aproximadamente cada 20 años, el edicto es reafirmado por los líderes y rabinos de la comunidad, muchas veces con cláusulas adicionales. Los edictos y sus revisiones han sido los siguientes:
- Buenos Aires, 1927 (R. Shaul Sutton Dabbah)
- New York, 1935 (Hajam Hayim Tawil)
- New York, 1946 "Aclaración"
- New York, 1972 "Afirmación"
- New York, 1984 "Reafirmación"
- New York, 2006 "Reafirmación"

Ha habido una cierta discusión sobre si la decisión equivale a una prohibición general de todos los conversos sinceros o si se convierte a partir de otras comunidades, no por motivos de matrimonio, puede ser aceptada. La correspondiente frase en el idioma inglés, "ningún hombre o mujer miembro de nuestra comunidad tiene derecho a casarse con no-judíos; esta ley se refiere a las conversiones que consideramos ser ficticias y sin valor". En el edicto de 1946 "Aclaración", aparece una coma después de la palabra "conversión", lo que le hace parecer que todas las conversiones son "ficticias y sin valor", aunque esta comprensión no es indiscutible, y no hay un cambio equivalente en el texto en idioma hebreo. Los partidarios del edicto argumentan que ha sido exitosa demográficamente, en que la tasa de los matrimonios con no-judíos en la comunidad siria que se cree que es inferior al 3%, a diferencia de hasta 50% en la población judía de Estados Unidos. Los opositores argumentan que este hecho no es un resultado del edicto, sino de una amplia asistencia a las escuelas ortodoxas, y del mismo modo que un bajo porcentaje de los matrimonios se encuentra entre otras escuelas religiosas judías a pesar de la ausencia de cualquier equivalente del edicto.

## Gastronomía
Como en la mayoría de los países árabes y mediterráneos, la gastronomía judía siria es bastante similar a la alimentación árabe de Siria, aunque algunos platos se denominan de forma diferente entre los miembros judíos. Esto se debe en parte a la similitud de las leyes dietarias islámicas a las leyes de Kashrut judío. Recetas sirias (y egipcias) siguen siendo populares en comunidades judías sirias de todo el mundo. Hay tradiciones que unen a los diferentes platos judíos con determinados festivales. Los platos más populares son las siguientes:
- Ruz: Arroz blanco cocido con fideo
- Jamud: Caldo de limon con hortalizas, frecuentemente comido con arroz
- Mfarraket al-ful: Carne fría mechada con habas y huevos revueltos (para Shabat)
- Fete: Caldo con garbanzos cocidos con Tequesquite, regularmente comido con pan duro y yogur
- Maghrebíe: Cuscús o munición sin caldo
- Yejni: Garbanzos en caldo
- Kibbe: carne picada con piñones y semillas de granada con una corteza de burghul
- Kibbe bisfarjal: Igual que la anterior pero con membrillo en lugar de patatas (para Rosh Hashaná)
- Kibbe Yakhnié: bolas de carne con garbanzos y espinacas
- Kibbe bisfiha: hamburguesas de carne con berenjena
- Faule blahmé o Loubié blahmé: res o cordero en cubos con habichuelas o frijoles de ojo negro
- Ijjé o eggá: plato de huevos, de forma similar a una tortilla española con el perejil, la patata y el queso
- Ijjeh blahmé: hamburguesas de carne frita con huevos servidas con limón y rábanos
- Muħshi Badinjan: berenjenas rellenas con arroz, carne y garbanzos
- Muħshi Kousa: calabacín relleno con arroz y carne, nana y limón
- Yaprak: hojas de vid rellenas con arroz y carne
- Kebab: bolas de carne (a veces con pasta de cerezas o granada)
- Pollo sofrito: pollo salteado con jugo de limón, cúrcuma y cardamomo
- Beida bi-lemoune: sopa de pollo mezclada con un huevo y limón
- Dfina o T'fina: Plato de shabat hecho con carne y granos, similar al cholent
- Huevos Ħammin: Huevos hervidos, manchados de marrón al ser horneados con dfeena o cocidos con piel de cebolla, algunas veces con hojas de té o granos de café
- Laħmajeen: carne (algunas veces con pasta de granadas o zumo de ciruelas) en una base de pasta filo redonda
- Maoudé: Un guiso de papas cortadas en forma de cubo y fritas, con cordero, res o pollo
- Matahambre: Calabacín, queso, huevos y pedazos de pita
- Sambousak: Empanadita de trigo rellena de carne
- Kousa b'jibn: Calabacín horneado con queso
- M'jadra: cocido de lentejas y burghul
- Tabboule: Ensalada de burghul con hojas de parra
- Bazirjan o Muhammara: burghul con pasta de granadas o jugo de ciruelas
- Shakshuka o Beid bifranji: tomates salteados con cebollas y huevos revueltos
- Beid blaban: Yogur con ajo, na'na y huevo revueltos
- Ka'ak: Aros con sabor de anís con sésamo
- Ghreibe: galletas en forma de aros
- Ma'amoul: bolitas de masa rellenas de dátiles o nueces (la versión judía no usa harina de semolina
- Knafe mabroume o ballorie: hilos finos de masa filo rellenos con pistacho o requesón
- Pastel de naranja para Pésaj: Variante de la receta original española
- Jalea de Coco: Usada en Pésaj
- Sharab al-loz: Bebida fría hecha con sirope de almendras
- Rajja: Cubos de gelatina con nueces dentro, cubiertos con harina

### Libros de rezo

#### Históricos
- Maִhzor Aram Tsoba: Venice 1527, 1560
- Bet El (seliִhot and morning service), Abraham ִHamwi: Livorno 1878 (repr. New York 1982)
- Bet Din (Rosh Hashanah), Abraham ִHamwi: Livorno 1878 (repr. Jerusalem 1986)
- Bet ha-Kapporet (Kippur), Abraham ִHamwi: Livorno 1879
- Bet Simִhah (Sukkot), Abraham ִHamwi: Livorno 1879 (repr. Jerusalem 1970)
- Bet ha-Beִhirah (Pesaִh), Abraham ִHamwi: Livorno 1880 (repr. Jerusalem 1985)
- Seder Olat Tamid ( minִhah and arbit only): Aleppo 1907
- Olat ha-Shaִhar: Aleppo 1915

#### Actuales
- Seder Seliִhot, ed. Shehebar: Jerusalem 1973
- Bet Yosef ve-Ohel Abraham: Jerusalem, Manִsur (Hebrew only, based on Baghdadi text) 1974–1980
- Siddur le-Tish'ah be-Ab, ed. Shehebar: Jerusalem 1976
- Mahzor Shelom Yerushalayim, ed. Albeg: New York, Sephardic Heritage Foundation 1982
- Siddur Kol Mordechai, ed. Faham bros: Jerusalem 1984 ( minִhah and arbit only)
- Sha'are Ratson, ed. Moshe Cohen: Tel Aviv 1988, repr. 2003 ( High Holy Days only)
- Kol Yaakob, ed. Alouf: New York, Sephardic Heritage Foundation 1990 (Hebrew only; revised edition 1996, Hebrew and English; a new edition is in preparation)
- The Aram Soba Siddur: According to the Sephardic Custom of Aleppo, Syria, Moshe Antebi: Jerusalem, Aram Soba Foundation 1993 ( sólo para minִhah y arvit)
- Orִhot ִHayim, ed. Yedid: Jerusalem 1995 (Sólo en hebreo)
- Orot Sephardic Siddur, Eliezer Toledano: Lakewood, NJ, Orot Inc. (Hebrew and English: Baghdadi text, Syrian variants shown in square brackets)
- Siddur Abodat Haleb / Prayers from the Heart, Moshe Antebi, Lakewood, NJ: Israel Book Shop, 2002
- Abir Yaakob, ed. Haber: Sephardic Press (Hebrew and English, Shabbat only)
- Siddur Ve-ha'arev Na, ed. Isaac SD Sassoon, 2007